# Alenyà
Alenyà (pronunciat [ələ'ɲa] en rossellonès, en francès: Alénya, pronunciat: [aleɲa] ( escolteu-ho)), és un municipi de la comarca nord-catalana del Rosselló, situat administrativament al cantó de la Plana d'Illiberis del districte de Ceret en el departament francès dels Pirineus Orientals. El 2018 tenia un població de 3.669 habitants.
Està situat a la Plana del Rosselló, al sud-est de Perpinyà, al sud-oest de l'Estany de Sant Nazari i al nord d'Elna, a la zona oriental del centre de la comarca. És a la riba dreta del Reart, que no arriba a tocar el terme d'Alenyà i l'Agulla de la Mar, abans Agulla Cabdal d'Alenyà, que defineix bona part del límit sud de la comuna. És a la zona de contacte de les subcomarques de la Plana del Rosselló i de la Plana d'Elna, en la zona de depressions i plana baixa del quaternari recent.
La dita sobre els alenyanencs és A Alenyà, els nyarros.

## Etimologia
La primera menció es remunta a l'any 904; es troba en un document que inventaria les dependències del capítol d'Elna, amb la forma Alignanum. Prové del mot Alanianum: territori pertanyent a Alanius (forma derivada d'Alanus), o, en tot cas, de la forma Alennius. Tanmateix, s'ha plantejat el dubte entre Alanius i Hellenius, relacionant l'etimologia d'Alenyà amb la veïna Elna. Joan Coromines ho descarta del tot. L'escut de la vila representa una ala, fruit de l'etimologia popular. Es tracta, per tant, d'un escut parlant a partir d'una falsa etimologia d'origen popular, en la qual s'associa el nom del poble amb la paraula comuna catalana ala.

## Geografia

Situació de la comuna d'Alenyà en el Rosselló

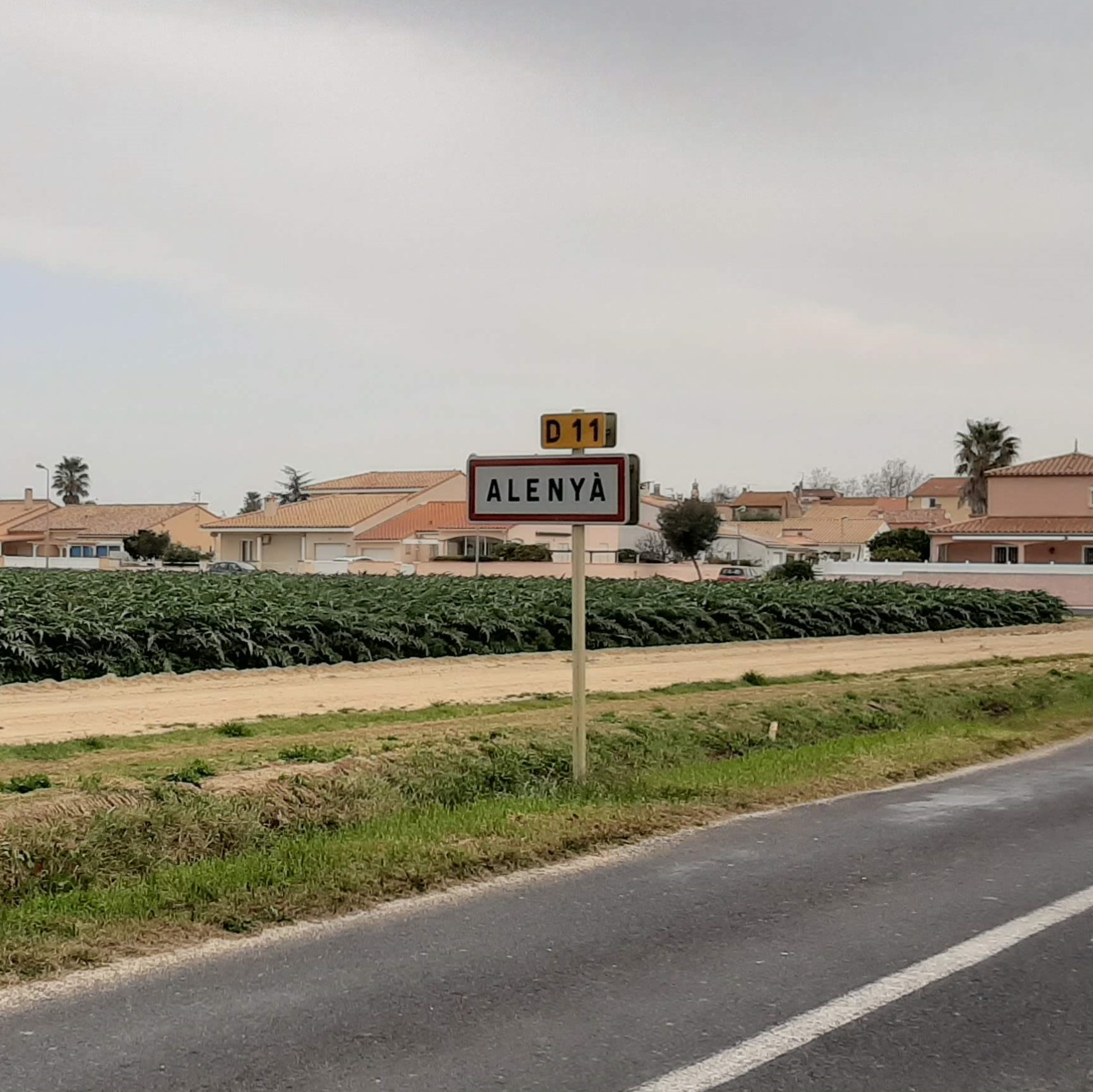
Rètol a l'entrada d'Alenyà.

### Localització i característiques generals del terme
El terme d'Alenyà, de 5.340 hectàrees d'extensió, situat al sud-oest de l'estany de Sant Nazari, o estany de Canet (o de Canet i Sant Nazari), en la plataforma prelitoral de l'est de la Plana del Rosselló, té un únic límit natural clar: l'Agulla de la Mar, o Agulla Cabdal, al sud i sud-est, que el separa dels termes d'Elna i de Sant Cebrià de Rosselló. La resta del terme està definit per les antigues possessions senyorials i actualment terres de particulars, i és, de fet, arbitrari (el termenal nord, per exemple, va fent un escalat que va resseguint els límits dels camps de conreu).
És un territori absolutament pla, atès que l'altitud oscil·la entre els 0 (a l'extrem nord-est, al triterme amb Sant Nazari i Sant Cebrià, on toca la zona d'aiguamolls de l'estany veí) i els 13 metres d'altitud (a l'extrem nord-oest, a prop del triterme amb Salelles i Tesà, sense que hi hagi cap mena de turó que destaqui del seu entorn). És, de fet, un pla molt lleugerament inclinat. Llevat de les zones urbanitzades, la pràctica totalitat del terme comunal es dedica a l'agricultura.
Municipis limítrofs: 
| Salelles            | Sant Nazari de Rosselló |                         |
| Tesà                |                         | Canet de Rosselló       |
| Cornellà del Bercol | Elna                    | Sant Cebrià de Rosselló |

.

### El poble d'Alenyà

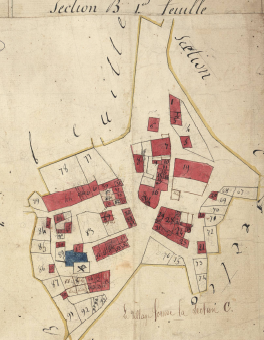
Alenyà en el Cadastre napoleònic del 1812 (Arxius Departamentals dels Pirineus Orientals, ADPO)

Situat en una petita elevació de 5 metres d'altitud sobre l'antic camí d'Elna a Canet, pràcticament al centre del seu terme comunal, Alenyà s'agrupa a l'entorn de l'església parroquial de Santa Eulàlia i Santa Júlia, en una forma urbanística típica del Rosselló: la cellera. És una església esmentada per primer cop el 1214, però enderrocada per a construir-ne una de nova el 1593. Conserva uns retaules barrocs dels segles xvii i xviii, a més d'una escultura de la Mare de Déu del Raïm, de darreries del segle xiv.

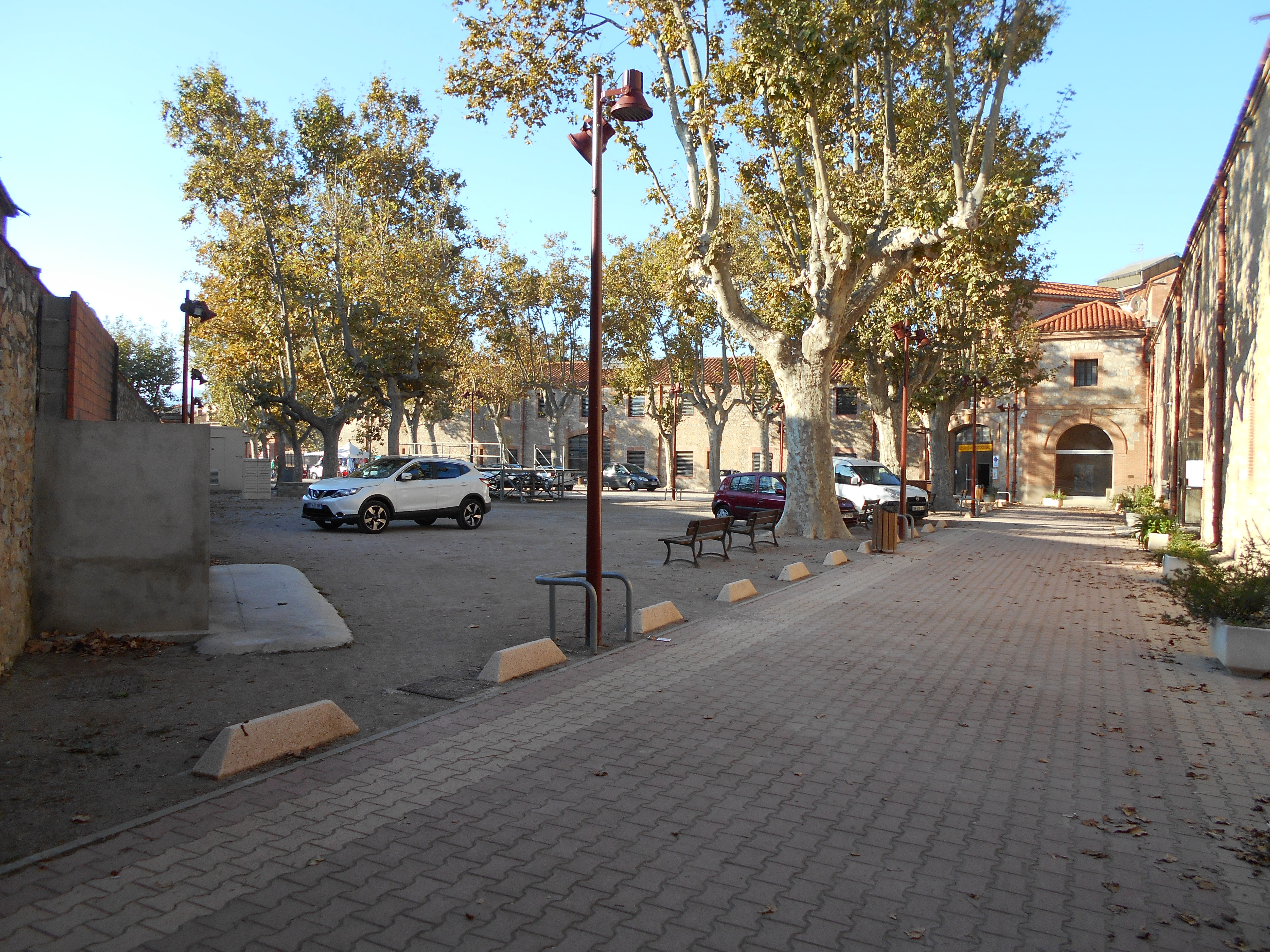
L'Hort del Pou, o Parc Écoiffier

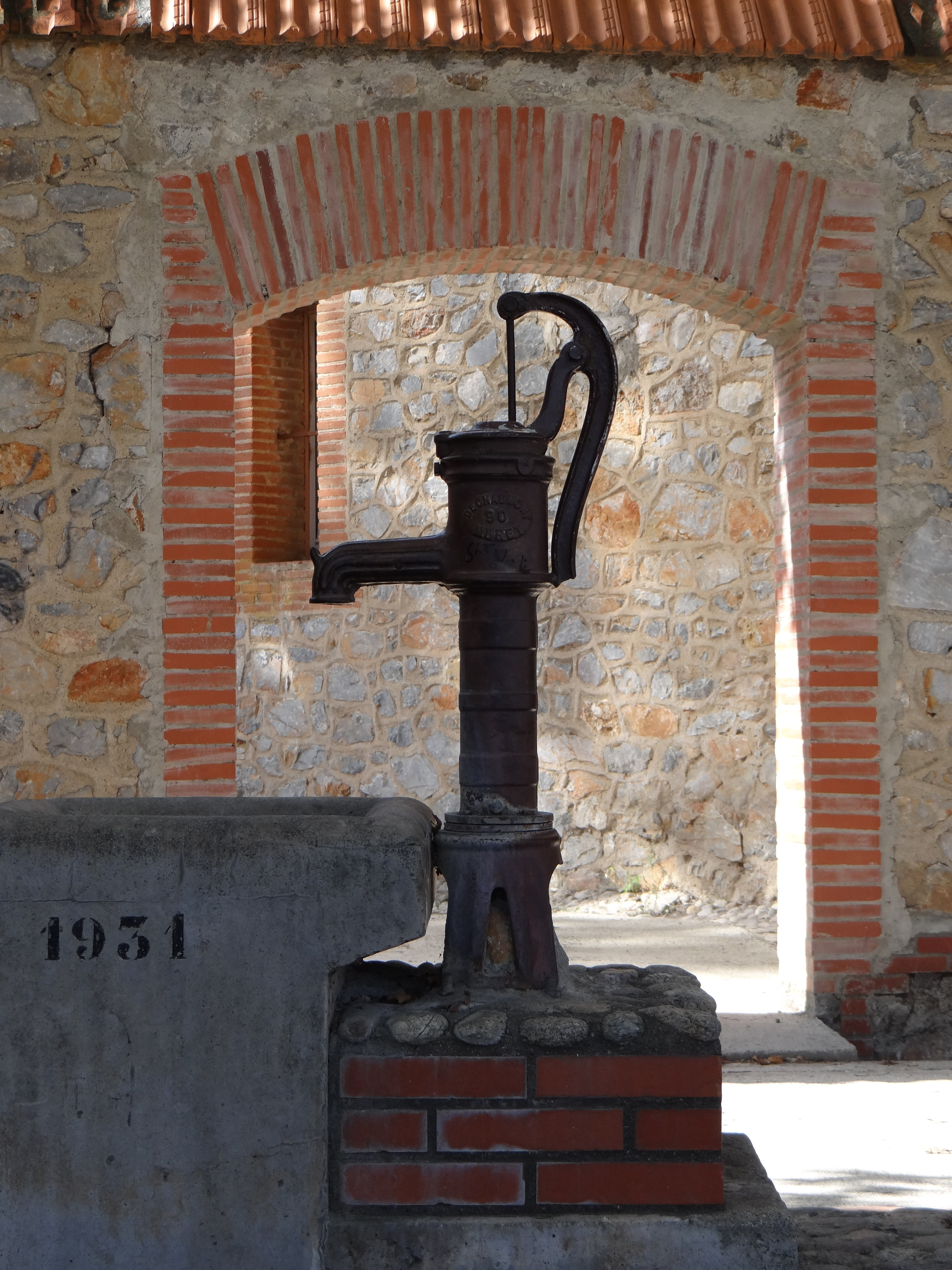
La Pompa bona

El poble vell era un petit nucli format pels actuals carrers de la Processó, de l'Escola, de l'Església, del Mariscal Joffre, el Carrer Nou i el Carreró. En el Poble Vell destaca la vella Pompa i l'Hortet del Pou, transformat modernament en el Parc Ecoiffier, o Espace Claude Simon, un actiu centre cultural. En diverses obres fetes en aquest nucli vell, hi han estat trobades restes de ceràmica romana (fragments d'àmfores) i medieval.
Al voltant d'aquest nucli inicial, anomenat Poble Vell o Barri de Santa Eulària, es van formar els barris de la Carrera del Paradís, resseguint la carrerada al seu pas per Alenyà, i la Cotxera, amb la Casa d'Ortafà entre els seus edificis antics conservats. Modernament, a l'entorn s'han estès, eixamplant el nucli urbà d'Alenyà, les urbanitzacions del Camí de la Mar, les Motes, les Ribes, les Vinyes, les Vuit o la Zona d'Activitats Creatives (ZAC) del Bearn. A l'extrem sud-oriental del nucli urbà, prop de les Motes i del Mas d'en Bogarra, hi ha el Càmping municipal Cap Sud. Una creu de terme antiga, la Creu, es troba ara absorbida per la creixença del nucli urbà, quan abans era una creu situada en una cruïlla de camins enmig de camps.
Al nord del poble hi havia el Cementiri Vell, al costat del qual hi havia el Celler Cooperatiu, ara derruït. De fet, el Cementiri Vell era en realitat històricament el segon cementiri del poble: el primer havia estat ran de l'església parroquial. El Cementiri Nou ha estat construït a l'extrem sud-occidental del nucli urbà, al peu de la Carrera del Paradís.

### Boaçà

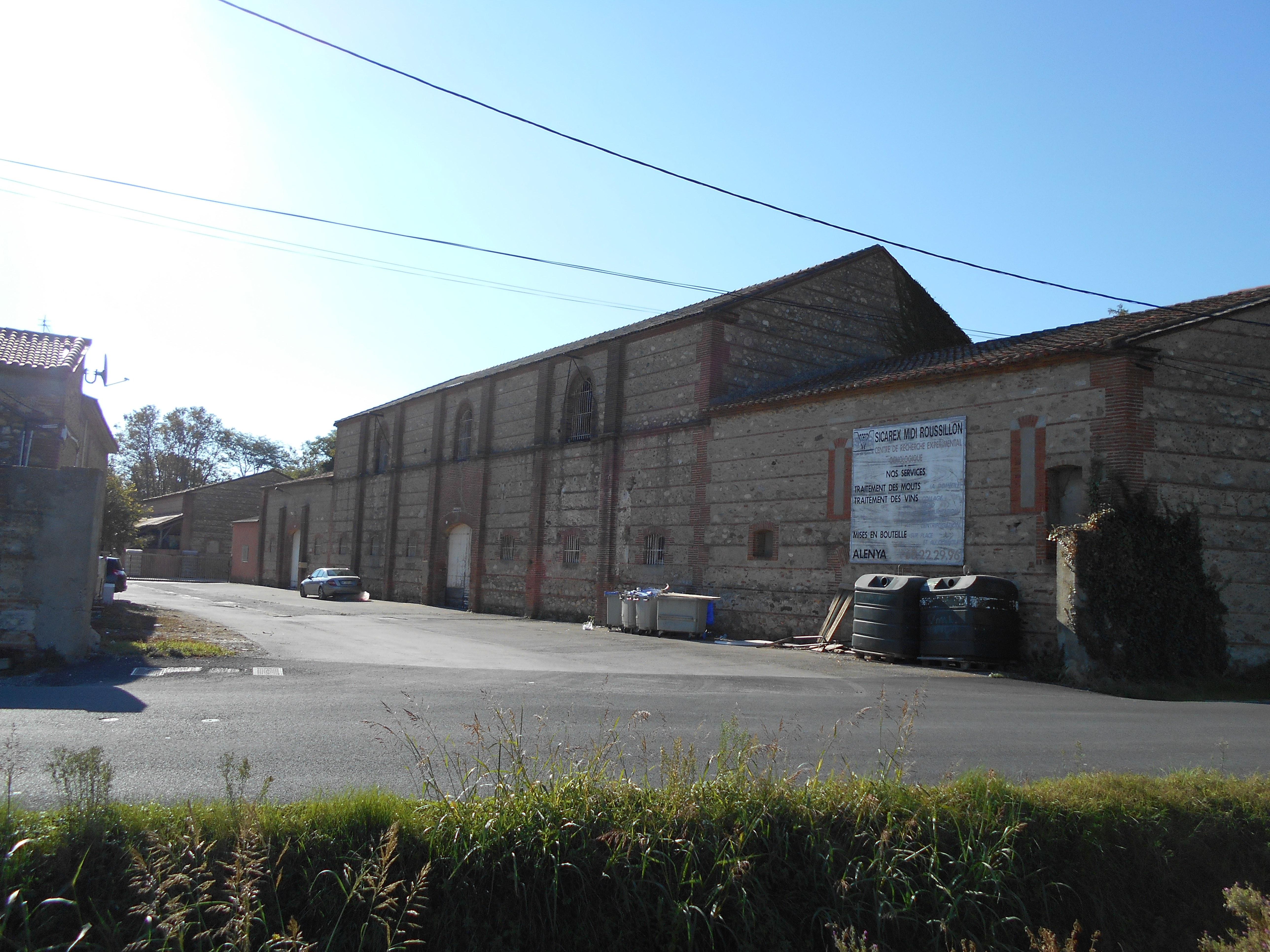
Boaçà. L'antic castell (lloc on era)

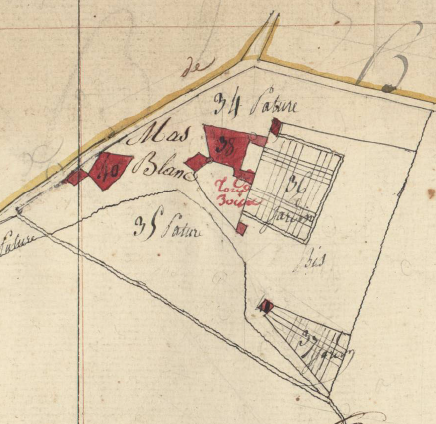
Boaçà en el Cadastre napoleònic del 1812 (ADPO)

Es troba a 1 quilòmetre a ponent del poble. Hi havia hagut el castell i l'església de Sant Martí, tots dos anteriors als 1300, romànics, per tant, però lamentablement destruïts. Tenia nombrosos vestigis i elements dels segles xiii i XIV. Anomenat Mas Blan des del segle xvi (pel cognom dels seus possessors), modernament passà a ser denominat Mas Blanc, per similitud dels dos noms. El 1974 la Mútua General de les Prefectures de Policia de París enderrocà lamentablement les ruïnes del castell per a construir en el seu lloc un centre de vacances, i la resta ha estat dedicat a una estació de recerca agronòmica per a l'experimentació en hortalisses i conreus a la hivernada (el Centre de Recerques INRA), que ha contribuït poderosament a la transformació agrícola de la Catalunya del Nord.
També en aquest lloc van ser trobades, en el moment de fer les obres d'adaptació de l'antic castell al centre de vacances actual, diversos materials d'època romana.

### Els masos del terme
Alenyà conserva en el seu terme alguns masos antics, entre explotacions més modernes. En el Cadastre napoléonien a part del poble només apareixen clarament definits el Mas Blan, que ja hi apareix com a Blanc, i el Mas Sagarriga, nom amb què hi apareix l'actual Mas Franc Alleu, abans de la Fàbrega, o Bobo. D'altres d'històrics, però que pel que es veu són posteriors al 1812, són el Mas Delcròs, el Mas del Perer, el Mas Bogarra o Armangau, el Mas d'en Paraire, o Mas Beau-Soleil, abans Mas de Havilland, i el Petit Mas Blan. De desapareguts hi ha el Mas Barjau, o de la Ramoneta i el Castell i el mas de Sant Martí de Boaçà, o Mas Blan (ara destruïts i substituïts pel Vilatge de vacances de la Mútua de la Prefectura de Policia de París), ja esmentat.

### Hidrònims
El terme d'Alenyà no té cap riu, però sí que és solcat per un bon nombre d'agulles, canals de drenatge, molt abundants en tota la zona costanera del Rosselló. La més important és l'Agulla Cabdal, o Agulla de la Mar, que fa de límit meridional del municipi, però també hi ha l'Agulla de la Colomina de Bearn, la del Canonge, la de les Set, la de les Vuit, la del Mas Blan, la dels Cotius, la de Negabous i l'Agulla Vella. Esment a part mereix l'Agulla del Reart petit, actualment desapareguda.
De fonts, n'hi ha dues de destacades: la Font d'Alegri, al nord-est del terme, i la Pompa, font urbana.

### El terme comunal
En tractar-se d'un terme essencialment agrícola, una gran quantitat de topònims del terme d'Alenyà són d'origen agrari. Hi destaquen els noms dels camps, prats i altres espais similars. Una part d'aquests noms són ja antics, desapareguts de l'ús popular pel canvi d'ús de l'espai, sovint a causa del creixement urbà: l'Aiminada de Pallasser, o Prat de l'Aiminada d'en Pallasser, el Benefici, o Camp del Benefici, Camí del Mas de Mossort (com a nom de partida agrícola), el Camp Carrat, el Camp de Dessús la Closa, el de la Caplleva, el de la Llàntia, el del Borrat, el del Bosc (dos de diferents), el del Camí de l'Estany, el del Camí de Perpinyà, el Camp de l'Era, el de les Motes, el de les Tres, el del Gorg, el de l'Hort, el de l'Iglesi, el del Pas del Fang, els dels Còrrecs, o Colomina del Còrrec, el dels Salzes, o simplement els Salzes, el d'en Galdric, el d'en Tastú, el Camp Llarg (dos), el Camp Petit, el Camp Petit de les Set, la Colomina de darrere l'Iglesi, la de la Tira, la del, o d'en, Bosc, la del Camí de Sant Nazari, la del Ginjoler, o simplement el Ginjoler, la de l'Hort, la del Mas Çagarriga, o de l'Era del Mas Çagarriga, la del Mas de Mossort, la dels Cotius (dues de diferents), la d'en Fèlix, la d'en Guardis, la de Vall de Rames, el Cotiu del Bosc, el del Camí del Mas Çagarriga, el del Camí de Sant Nazari, el del Mas Çagarriga, el de Vall de Rames, el de Vall Voramar, el Farratjar (diferent de l'encara conservat), el Farratjal del Pou, la Llosa, abans Camp d'en Llosa o Colomina d'en Llosa, el Prat de la Garriga, el Prat, o Pas, dels Burros, el Prat dels Salzes, o el Pradet, i els Prats dels Sabaters.
D'altres noms són encara vigents: Camí del Reart, Camí de Sant Nazari (com a partides agrícoles), el del Camí de Sant Nazari, el Camp dels Tres Corns, abans el Bosc (n'hi ha dos en llocs diferents), el dels Ossos, el d'en Prim, el Camp Tancat, les Cent, o Colomina de les Cent, la Colomina de Bearn, o simplement Bearn, la del Cortal, la de les Ribes, la de les Vinyes, la del Forn, la del Perer, la dels Ossos, els Cotius, la Falguera, o Colomina de la Falguera, el Farratjal, les Figueretes i la Mitjania, o el Migdia, abans Camp de la Llensa o d'en Llense.
A part dels camps i semblants, hi ha topònims que indiquen partides senceres o llocs concrets del municipi. També es poden trobar els ja perduts o desapareguts (les Cent, les Cinc, la Closa, dos de desapareguts, la Closa d'en Calbet, la Creueta, les Dues Aiminades, Mas del Senyor, el Pas de la Bertranda, les Rotes Llargues, les Set, en dos llocs diferents i la Terra Prim) i els encara conservats (el Canonge, la Civadeta, la Closa, diferent dels desapareguts, la Closeta, abans la Travessa, Darrere de l'Hort, abans Colomina d'en Guardis, Mas Çagarriga -partida-, la Mata d'en Roig, les Motes, la Pedra Martina, on hi havia una fita, ara destruïda, els Pedreguets, les Quatre Aiminades, les Ribes del Rard petit, la Vinyassa, o Camí de les Ribes i les Vuit).

### El Cadastre napoleònic
En el Cadastre napoleònic, del 1812, el terme comunal d'Alenyà apareix dividit en 5 sectors, als quals no posa nom. El primer, al nord de la comuna, conté el Mas Sagarriga; el segon, al nord-est, no conté cap edificació; el tercer, a l'est, tampoc no té altra cosa que terres de conreu i de pastura; el quart, que envolta el poble pel nord, nord-oest, oest i sud-oest, tampoc no conté edificacions; el cinquè, a l'extrem sud-oest del terme, conté l'antic poble de Boaçà, amb el castell i el Mas Blan, i el sisè, extrem nord-oest de la comuna, tampoc no conté cap edificació.

## Clima
Alenyà, com la major part de comunes de la seva comarca, es caracteritza per tenir un clima subtropical humit, amb l'estiu càlid.

### Assolellament
Les temperatures mitjanes enregistrades a Alenyà són 8,1 °C el gener (mínima) i 24,9 °C el juliol (màxima) i una 
irradiació màxima potencial de 5.310 Wh/m², amb el grau d'inclinació òptim per tal de captar l'energia solar màxima, atès que la latitud de la comuna és de 39°.

## Comunicacions

### Vies antigues de comunicació
Travessava el terme actual de Bages la Via Domitia, coneguda popularment al Rosselló com a Camí de Carlemany. El seu pas per Alenyà s'iniciava, procedent d'Elna, a la Prada de Mossellons, possiblement al gual existent al lloc on ara hi ha el pont de la carretera D-11 (Ruta d'Elna) damunt de l'Agulla de la Mar. Des d'aquest lloc s'adreçava cap al nord-nord-oest, de forma bastant rectilínia, per anar a passar per Boaçà i, sempre en la mateixa direcció i de forma molt recta, passar a gual el Reart per anar a Salelles.

### Carreteres
Tres carreteres travessen el terme d'Alenyà i comuniquen aquest poble amb els del seu entorn. En primer lloc, la D - 11 (Salses - D - 40, a Elna), procedent del nord-est, de Sant Nazari, que travessa el terme passant pel poble, i en surt cap al sud, en direcció a Elna. En segon lloc, la D - 22 (D - 617A, a Perpinyà - Sant Cebrià Platja), procedent del nord-oest, de Salelles, i en surt pel sud-est, cap a Sant Cebrià. Finalment, la D-39 (D - 1, a Vilanova de la Ribera - Alenyà), procedent de l'oest, de Tesà, que mor en el centre d'Alenyà. A través d'aquestes carreteres de caràcter local enllaça amb les carreteres més importants d'aquest departament.
Alenyà dista de Perpinyà 18 quilòmetres; 2,8 de Tesà; 5 de Sant Nazari, 4,2 de Salelles, 6,8 de Cabestany, 3,8 de Sant Cebrià i 5 d'Elna.

### Transport col·lectiu públic
Per Alenyà passen les línies 420, de Perpinyà a Sant Cebrià Platja, i la 421, de Cornellà de la Ribera a Sant Cebrià, de Le Bus à 1 €, dels transports col·lectius departamentals. Per la 420, en mitja hora hom arriba a Perpinyà, a la vila de Sant Cebrià en 5 minuts i a Sant Cebrià Platja en uns 20 minuts. Per la 421, en 10 minuts s'és a Elna.

### Camins
A banda de les carreteres oficials, hi ha tota una xarxa de camins, en el terme d'Alenyà. D'una banda, hi ha els antics camins, ara esdevinguts carreteres: el Camí de les Rotes, ara Ruta de Sant Cebrià, i el de Tesà, ara Ruta de Tesà. D'altres, s'ha conservat l'antic camí, perquè la carretera segueix un traçat diferent: Camí de Perpinyà, Camí de Sant Nazari; i, en canvi, per uns itineraris nous hi ha la Ruta d'Elna, i la de Perpinyà.
Dels vells camins que relliguen diversos indrets del terme, n'hi ha d'encara existents Camí de Çagarriga, o del Mas Çagarriga, Camí de la Mar, Camí de les Motes, Camí de les Ribes, abans anomenat Camí del Pas de la Bertranda o Camí de Vall de Rames, Camí de les Vinyes, Camí del Mas Perer i Camí de Pedreguets) i d'altres de ja desapareguts sota els sectors urbanitzats en els darrers cinquanta anys (Camí de les Colobres i Camí del Mas Blan a Sant Nazari).
Esment a part mereixen la Carrerada del Paradís, antic camí ramader, i el Camí de Carlemany, que ressegueix l'antiga Via Domitia romana.

## Història

### Prehistòria
Alenyà no ha conservat gaires vestigis de la llunyana època prehistòrica. Cal dir que el seu emplaçament, sobre un sòl massa àcid, en una zona pantanosa durant molt de temps, no ha permès la conservació d'ossaments ni tan sols d'eines. Tanmateix, en unes excavacions a la part d'Alenyà de la Prada de Mossellons, a prop i al sud del poble, fetes a rel de la intervenció en la llera de l'Agulla de la Mar, que fa de termenal entre Alenyà i Elna, es van trobar restes de ceràmica del Neolític mitjà barrejades amb altres protohistòriques.
Del bronze final és una necròpolis de camp d'urnes associada a un hàbitat d'època romana republicana, descrit en el capítol següent.

### Edat antiga
D'altra banda, al Mas Xixet, mas situat damunt del límit comunal d'Alenyà amb Cornellà del Bercol i Elna, a peu del Camí de Carlemany, es van trobar les restes d'un hàbitat d'època romana. Les restes ocupen uns 2000 m² dins del terme d'Alenyà, 400 dels quals amb una forta densitat de vestigis. Es tracta de fragments de teules, d'àmfores de diverses procedències, de ceràmica comuna (a part de restes de marbre i de monedes que el propietari havia anat trobant temps enrere). Les restes trobades permeten situar en aquest lloc un hàbitat rural que devia ser força poderós i ric en el moment de la seva esplendor.
A tocar del poble, al seu nord-est, hi ha el lloc de les Motes, on hi havia unes lleugeres elevacions -d'aquí el nom- que van ser arrasades el 1991. En el decurs de les obres d'anivellament van aparèixer les restes d'un altre hàbitat romà, en aquest cas d'època republicana. També es tractava sobretot de ceràmica (fragments de teules, àmfores i ceràmica comuna). A poca distància, a més, van aparèixer maons plans i restes d'ossos, pertanyents a una necròpolis d'inhumació en camp d'urnes, del bronze final.

### Edat mitjana
La menció més antiga d'Alenyà és del 904, tot i que el lloc de Boaçà (villa Buacano cum ecclesia Sancti Martini) és esmentat ja el 876. Al segle xiv pertanyia al vescomtat de Canet, però tenia la seva pròpia senyoria, dominada de manera successiva per les famílies Alenyà, Despuig, Desvivers, Sagarriga i Caramany.
El castell de Boaçà o de Sant Martí de Boaçà és esmentat el 1322, anomenat Mas Blan des del segle xvi, del nom d'una rica família perpinyanesa (el topònim ha estat després deformat a «Mas Blanc»). Foren possessors d'aquest castell, després mas, els de la Torre, al segle xii i els Blan als segles xiii i XIV.

### Edat contemporània
El segle xix va ser marcat per l'expansió de l'activitat vitícola del poble. Les vinyes, que existien sobre el terreny des de feia molt de temps eren un recurs d'ingressos no menyspreable. De fet una gran part de la població depenia de la cultura del raïm i de la seva transformació en vi. Després de la crisi vitícola de 1907, es va crear un celler cooperatiu. Iniciat per Edouard Chichet el 1924, va servir a la gran majoria vinyataires del poble des de l'any següent. Aquest celler tenia per objectiu d'unificar la qualitat del vi i la lluita contra les ambicions dels compradors, negociants i altres corredors, acusats de fer abaixar els costos. A partir dels anys 50 va conèixer un gran èxit, que es va desfer a poc a poc fins a 1985, any del seu tancament.

## Activitats econòmiques
Alenyà és un poble essencialment agrícola. Abans, el predomini era per als cereals, però en l'actualitat pràcticament tot és vitivinícola. Unes 375 ha es dediquen a un vi amb denominació d'origen controlada, la major part. Tanmateix, s'hi experimenta una certa regressió. També hi ha arbres fruiters (albercoquers, també en regressió, presseguers, pereres i pomeres) i hortalisses, que experimenten una certa creixença, en nombrosos hivernacles: escaroles, enciams, tomàquets, carxofes, col-i-flors... Tot just hi ha una mica de ramaderia, ovina i cabrum i 68 ha de pasturatge.
Al sud del nucli urbà hi ha dues zones artesanals, una a cada banda, que acullen una petita activitat artesanal.

### Turisme
A Alenyà hi ha Oficina de Turisme, situada al giratori del Parc Ecoiffier, Tot i que el poble no té el nivell de dedicació al turisme dels seus veïns Sant Cebrià i Canet, Alenyà ofereix alguns serveis de cara a l'acolliment dels visitants: quasi una dotzena d'allotjaments en cases particular, un càmping municipal, un hotel, un village de vacances i un allotjament rural ofereixen aquest servei.

## Demografia

### Demografia antiga
La població està expressada en nombre de focs (f) o d'habitants (h)
| Evolució demogràfica d'Alenyà entre 1358 i 1789 | Evolució demogràfica d'Alenyà entre 1358 i 1789 | Evolució demogràfica d'Alenyà entre 1358 i 1789 | Evolució demogràfica d'Alenyà entre 1358 i 1789 | Evolució demogràfica d'Alenyà entre 1358 i 1789 | Evolució demogràfica d'Alenyà entre 1358 i 1789 | Evolució demogràfica d'Alenyà entre 1358 i 1789 | Evolució demogràfica d'Alenyà entre 1358 i 1789 | Evolució demogràfica d'Alenyà entre 1358 i 1789 | Evolució demogràfica d'Alenyà entre 1358 i 1789 | Evolució demogràfica d'Alenyà entre 1358 i 1789 | Evolució demogràfica d'Alenyà entre 1358 i 1789 | Evolució demogràfica d'Alenyà entre 1358 i 1789 |
| 1365                                            | 1378                                            | 1470                                            | 1515                                            | 1553                                            | 1643                                            | 1709                                            | 1720                                            | 1730                                            | 1767                                            | 1774                                            | 1789                                            | 1790                                            |
| ----------------------------------------------- | ----------------------------------------------- | ----------------------------------------------- | ----------------------------------------------- | ----------------------------------------------- | ----------------------------------------------- | ----------------------------------------------- | ----------------------------------------------- | ----------------------------------------------- | ----------------------------------------------- | ----------------------------------------------- | ----------------------------------------------- | ----------------------------------------------- |
| 15 f                                            | 11 f                                            | 6 f                                             | 11 f                                            | 19 f                                            | 7 f                                             | 57 f                                            | 46 f                                            | 45 f                                            | 112 h                                           | 45 f                                            | 42 f                                            | 57 h                                            |

Font: Pélissier 1986

### Demografia contemporània
| Evolució de la població |      |      |      |      |      |      |      |      |
| 1793                    | 1800 | 1806 | 1821 | 1831 | 1836 | 1841 | 1846 | 1851 |
| 183                     | 196  | 234  | 319  | 324  | 350  | 337  | 368  | 419  |

| 1856 | 1861 | 1868 | 1872 | 1876 | 1881 | 1886 | 1891 | 1896 |
| ---- | ---- | ---- | ---- | ---- | ---- | ---- | ---- | ---- |
| 450  | 418  | 375  | 359  | 431  | 474  | 569  | 570  | 634  |

| 1901 | 1906 | 1911 | 1921 | 1926 | 1931 | 1936 | 1946 | 1954 |
| ---- | ---- | ---- | ---- | ---- | ---- | ---- | ---- | ---- |
| 678  | 666  | 645  | 617  | 593  | 776  | 702  | 603  | 689  |

| 1962 | 1968 | 1975  | 1982  | 1990  | 1999  | 2006  | 2008  | 2012  |
| ---- | ---- | ----- | ----- | ----- | ----- | ----- | ----- | ----- |
| 695  | 678  | 1.006 | 1.211 | 1.562 | 2.318 | 2.780 | 2.912 | 3.283 |

| 2013  | 2018  | 2019  | - | - | - | - | - | - |
| ----- | ----- | ----- | - | - | - | - | - | - |
| 3.358 | 3.669 | 3.645 | - | - | - | - | - | - |

Fonts: Ldh/EHESS/Cassini fins al 1999, després INSEE a partir deL 2004

### Evolució contemporània de la població

Població 1962-2008

## Administració i política

### Batlles[11]
| Període                       | Nom                 | Opció política | Comentaris |
| ----------------------------- | ------------------- | -------------- | --- |
| Març del 1965 – Març del 1983 | Simone Parrot       | PCF            | Consellera general del Cantó de Perpinyà (1976-1982) |
|                               |                     |                | |
| Març del 2001 – Marc del 2014 | Jacques Pumareda    | PCF            | Reelegit el 2008 |
| Març del 2014 – Moment actual | Jean André Magdalou | PCF            | President de l'Assotiation départementale des élus communistes et républicains des Pyrénées-Orientales (ADECR 66) Primer vicepresident de la Comunitat de comunes Sud Rosselló |

### Legislatura 2014 - 2020

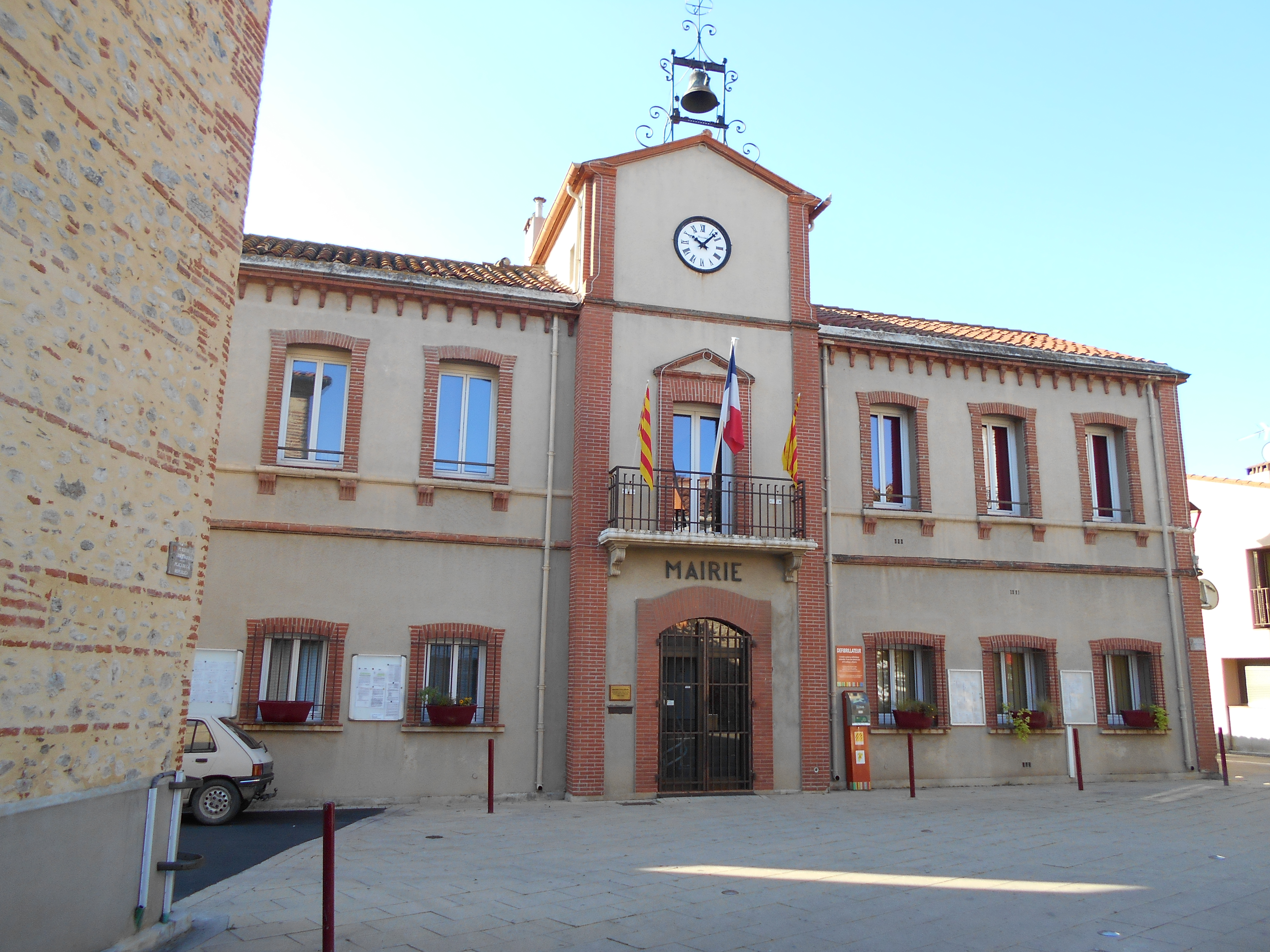
La Casa de la Vila d'Alenyà

#### Batlle
- Jean-André Magdalou. 1r vicepresident de la Comunitat de comunes[12] Sud Rosselló

#### Adjunts al batlle[13]
- 1r: Georges Bretones. Territori, cooperació i prevenció de riscs. Vicepresident de la Comunitat de comunes Sud Rosselló
- 2n: Sylvie Torres. Infància, joventut i escoles. Consellera comunitària[14]
- 3r: Sarita Resseguier. Solidaritat
- 4t: Francine Caballé. Desenvolupament durable
- 5è: Gabriel Terrasa. Equipaments, treballs i quadre de vida
- 6è: Jean Conte. Ciutadania, proximitat, tranquil·litat pública i associacions.

#### Consellers municipals
- Bernard Monteverde. Conseller municipal delegat de finances i d'intercomunalitat. Conseller comunitari
- Marcel Le Cuisinier. Conseller municipal delegat de Recursos humans
- Elena Paillot. Consellera municipal delegada de Vida econòmica
- Alain Fernandez. Conseller municipal delegat d'Urbanisme i Entorn
- Marcel Clavaguera. Conseller municipal delegat de Cultura
- Andrée Amouroux. Consellera municipal delegada de Patrimoni
- Laura Gil. Consellera municipal delegada de la Petita Infància
- Colette Roig. Consellera municipal delegada de Turisme i Animació
- André Vazia. Conseller municipal delegat d'Esports i Comunicació
- Hélène Valenzuela. Consellera municipal encarregada dels Afers socials
- Nicolas Fernandez. Conseller municipal encarregat de Joventut
- Monique Diaz. Consellera municipal encarregada de Cultura catalana i d'Agermanaments
- Henri Castaillet. Conseller municipal
- Jean-Jacques Favre. Conseller municipal
- Catherine Jourda. Consellera municipal
- Jean-Louis Yver. Conseller municipal.

### Administració cantonal

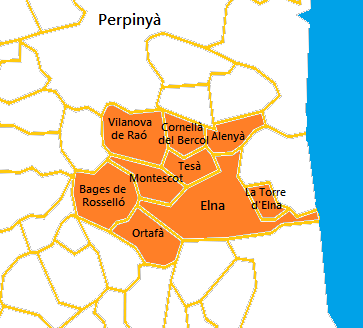
Mapa del Cantó de la Plana d'Illiberis

El 1790 la comuna d'Alenyà fou inclosa en el cantó d'Elna, dins del districte de Perpinyà. El 1801 fou inclosa en el cantó de Perpinyà-Est, i posteriorment se la integrà en el nou cantó de Perpinyà-3, el 1973. En fou desglossada el 1982 per tal de formar part del nou creat cantó de La Costa Radiant.
A les eleccions cantonals del 2015 Alenyà ha estat inclosa en el cantó número 12, denominat La Plana d'Illiberis, amb capitalitat a la ciutat d'Elna i amb els pobles d'Alenyà, Bages de Rosselló, Cornellà del Bercol, Montescot, Ortafà, Tesà, la Torre d'Elna i Vilanova de Raó. Hi han estat escollits com a consellers departamentals Marie-Pierre Sadourny, del Partit Socialista, consellera municipal a l'oposició a Sant Cebrià, i Nicolas Garcia, del Partit Comunista Francès - Front d'esquerres, conseller municipal a l'oposició a Elna.

### Agermanaments
Actualment, Alenyà està agermanat amb dos pobles:
- Celrà (Gironès, Catalunya)
- Naivasha (Rift Valley, Kenya)

## Llocs d'interès

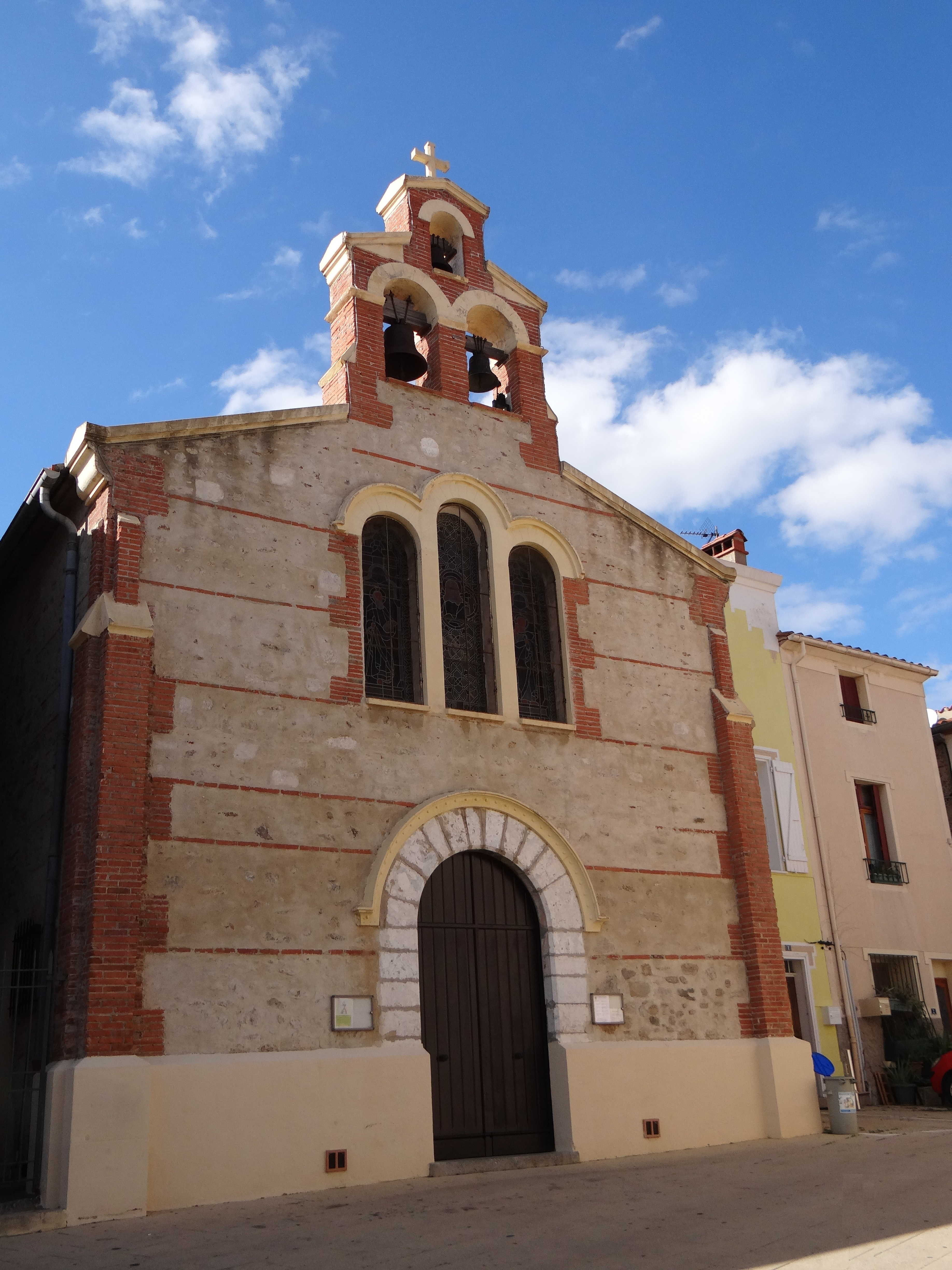
Església parroquial de Santa Eulàlia i Santa Júlia

- Església de Santa Eulàlia i Santa Júlia d'Alenyà. Dedicada a les santes Eulàlia i Júlia, verges i màrtirs, el culte de les quals va ser molt important al Rosselló, seguint l'exemple de la catedral d'Elna. Mencionada per primera vegada el 1214, va ser reconstruïda a partir de 1593, amb la façana rematada d'un elegant campanar d'espadanya coronat per una creu. Alberga diversos retaules barrocs, així com l'estàtua gòtica de la Mare de Déu del Raïm. La façana ha estat restaurada recentment.

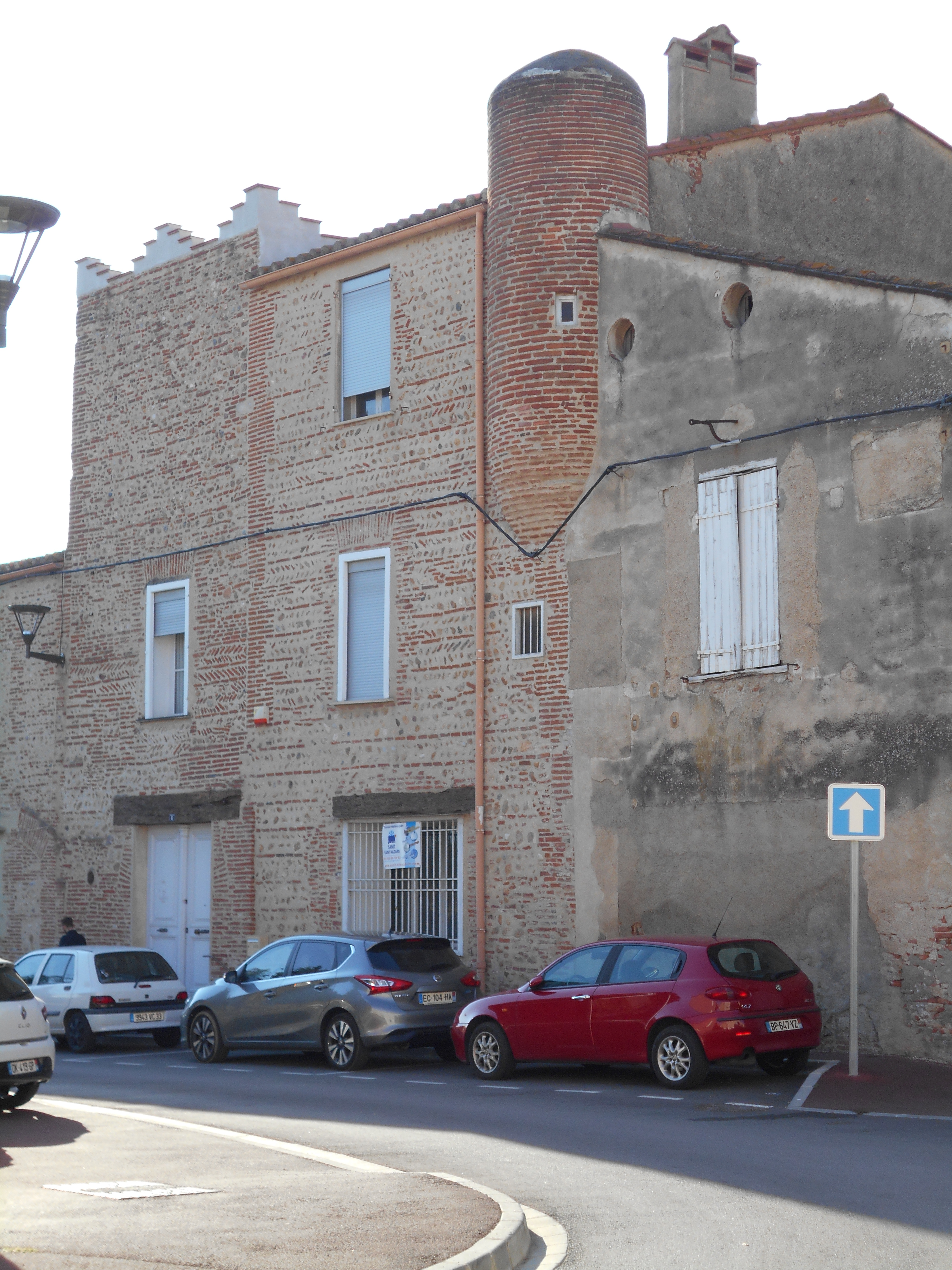
Casa d'Ortafà, d'Alenyà

- La Casa d'Ortafà, antiga casa medieval de finals del segle xiv, única mostra de l'Alenyà medieval. Actualment absorbida pel nucli urbà, en un origen era una casa pairal aïllada amb elements de fortificació (es conserven alguns dels seus torricons).
- Les Caves Ecoiffier, mostra de la indústria vitivinícola d'Alenyà. Es tracta d'un edifici dels darrers anys del segle xix i primers del xx.
- Parc del Celler Ecoiffier. El conjunt s'ha transformat en un centre cultural i de lleure molt actiu. El barri de l'ajuntament i de l'església conserva alguns carrers i cases antigues. Cal destacar les boniques plaques de carrers.
- La Pedra Martina, fita de l'alta edat mitjana que delimitava les parròquies, i després les senyories d'Alenyà i de Sant Martí de Boaçà.
- La Pompe Bonne, una de les més antigues fonts del poble[16] i on venien els vilatans a rentar la roba.

## Ensenyament i Cultura

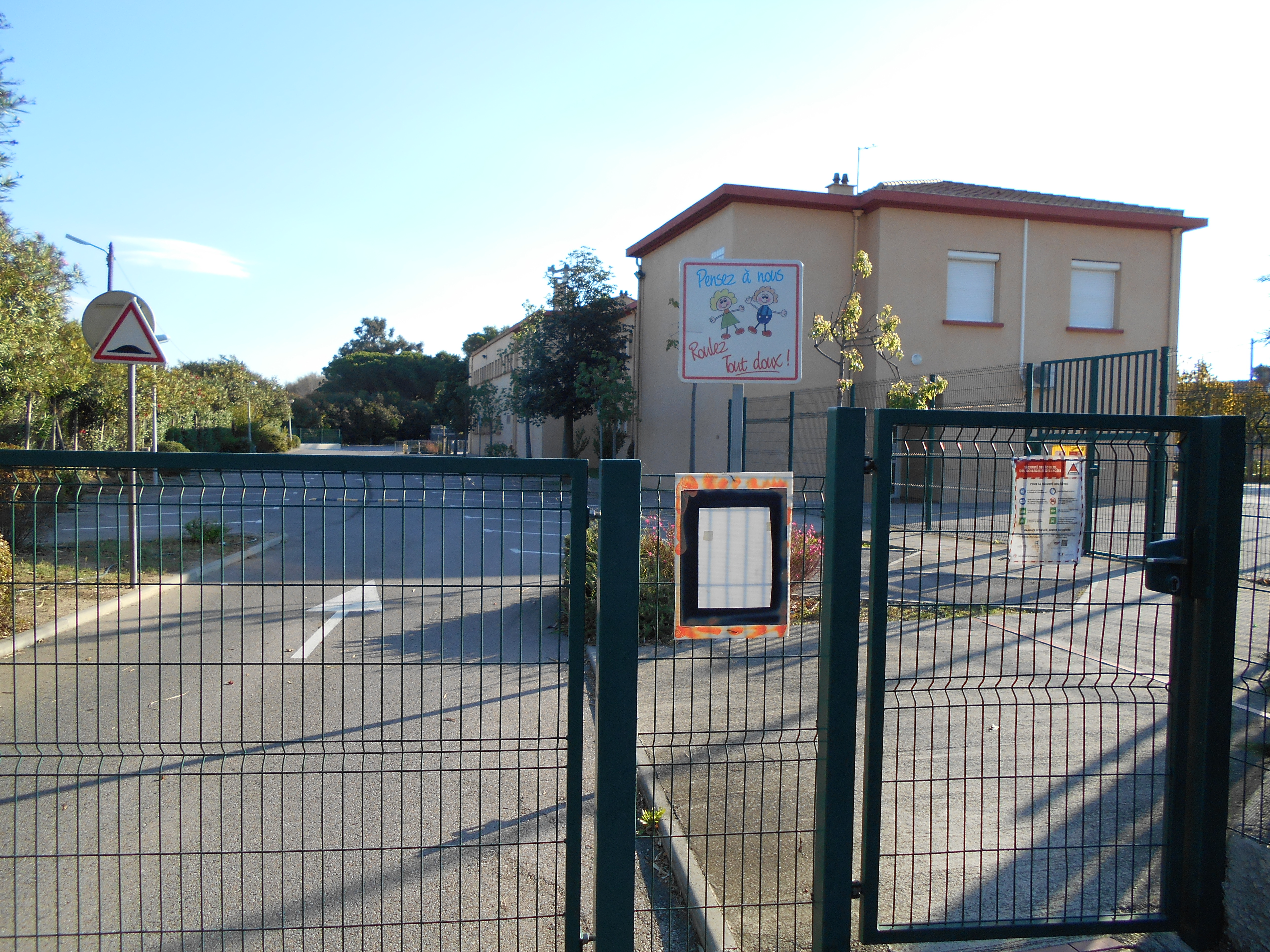
Les escoles d'Alenyà

Dues escoles ofereixen l'ensenyament al poble: l'Escola Maternal Els ocellets i l'Escola Elemental Françoise Lopes Girona. Totes dues estan situades al Boulevard du 8 Mai, a prop al nord-est del centre del poble, a tocar del Cementiri Vell. Amb entrades independents, formen part, però, del mateix complex escolar. A Alenyà existeix una activa biblioteca municipal, amb facebook propi.

## Persones il·lustres
- Albert Cambriels (1816-1891): general mort a Alenyà.
- Pierre Bardou-Job (1826-1892): industrial,[17] comprà una important propietat a Alenyà[18]
- Fernand de Chefdebien (1836-1914): industrial i propietari agrícola d'Alenyà[17]
- Euryale Resseguier (1836-1902): enginyer agrònom, inventor d'un empelt que resistia la fil·loxera
- François Écoiffier (1851-1913): metge, industrial i polític que invertí en l'agricultura a Alenyà
- Édouard Chichet (1882-1946): home de premsa nat a Alenyà[17]
- Dominique Cayrol (Alenyà, 1890-1946): militar que combaté en la Resistència a la Catalunya del Nord durant la Segona Guerra Mundial.
- Paul Chichet (1921-2002): home de premsa que va criar-se a Alenyà[17]
- Ambroise Ulma (Alenyà, 1924-) : jugador de rugbi a 15 i a 13.